# Пневматический пистолет с выдвигающимся ударным стержнем
Пневматический пистолет с выдвигающимся ударным стержнем (англ. captive bolt pistol,  cattle gun, stunner) — инструмент, используемый для оглушения крупного рогатого скота перед их забоем.
Существует 2 типа пистолетов, с проникающим внутрь черепной коробки животного стержнем и без него (без повреждения костей). Второй тип стал широко использоваться в Европе в связи с опасностью распространения ГЭКРС (коровье бешенство).
По источнику сжатых газов делятся на пороховые (используют специальный холостой или строительный патрон) и пневматические (работают от компрессора). Современные пневматические пистолеты из-за большого веса (8-15 кг) подвешиваются на пружине или с использованием противовеса для облегчения работы с ними. Для оглушения КРС используются специальные боксы с фиксацией головы животного.
Альтернативным методом оглушения являются электрооглушение (редко используется для работы с КРС) и оглушение газовым способом (при помощи газовой смеси с повышенным содержанием углекислого газа).
Оглушение редко применяется при ритуальном забое скота.

## В культуре
- Видео Бенни
- Персонаж Хавьера Бардема Антон Чигур в фильме «Старикам тут не место» использовал такой пистолет для совершения убийств людей и взламывания замков.
- В сериале Разделение используется как оружие для ритуального убийства козы. В дальнейшем Марк Скаут использует его в качестве защиты.